# 聖約翰學院 (悉尼大學)

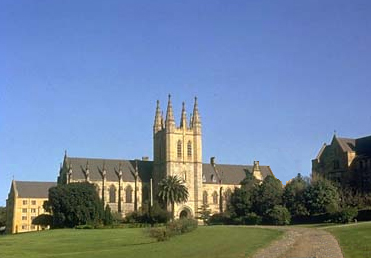
聖約翰學院原始建築

聖約翰學院（St John's College）或聖約翰福音學院（the College of St John the Evangelist），是悉尼大學內的住宿學院。該學院成立於1857年，是澳大利亞最古老的天主教大學，和第二古老的大學學院。院長阿德里安·迪塞爾姆（Adrian Diethelm）自2013年接任。

## 原始建築

### 教堂和圣母堂
位于原始建築第二层独特的圣·约翰学院教堂，是1863年完成的。教堂的设计包括五个部分。处于东面尾部的两个部分是专门给圣坛通过高了一节来区别于其他部分。教堂的东半部安排了传统的大学合唱团。窗饰是13世纪和14世纪的英国哥特式风格。教堂的天花板有个小画廊，最初设计是为了让残疾人从医务室听到弥撒。教堂的高屋顶是木制的。
许多避难所的装修相信都是布雷凱特（Blackett）在1860年设计的，其中包括圣体（Blessed Sacrament）圣地，它是由邦迪黄金（Bondi Gold）砂岩、帐幕、雪松唱诗班和长椅构成的。键控砂岩墙壁原本覆盖在普金状装饰石膏，而灰泥在1963年被彻底清除了。1921年教堂的铁艺大门由赫伯特·沃德尔（Herbert Wardell）和乔治·丹宁（George Denning）设计與安装。教堂有五个彩色玻璃窗户，其中三个為基于聖文德的著作而設計，由枢机主教纽曼引用的窗户在1918年委派给伯明翰的翰·哈德曼公司（John Hard man and Co.）制作。东部的窗口，也是出品于哈德曼公司，在1937年由佛里希爾伯爵夫人送给学院，来纪念她已故的丈夫弗朗西斯·贝德·佛里希爾（Francis Bede Freehill）。在1916-17年该装饰过的庇护和圣母堂马赛克也是佛里希爾伯爵夫人送出并在1937年由梅勒柯（Melocco）公司铺设（大约跟圣玛丽大教堂凯利教堂楼同一时间）。以橡木和镶板为特色的避难所由赫伯特·沃德尔（Herbert Wardell）设计，他还设计了圣母玛利亚两个真人大小的雕像和圣约翰福音雕像，它们是由慕尼黑寇夫梅弗（Koffmefer）制作的。

### 大会堂

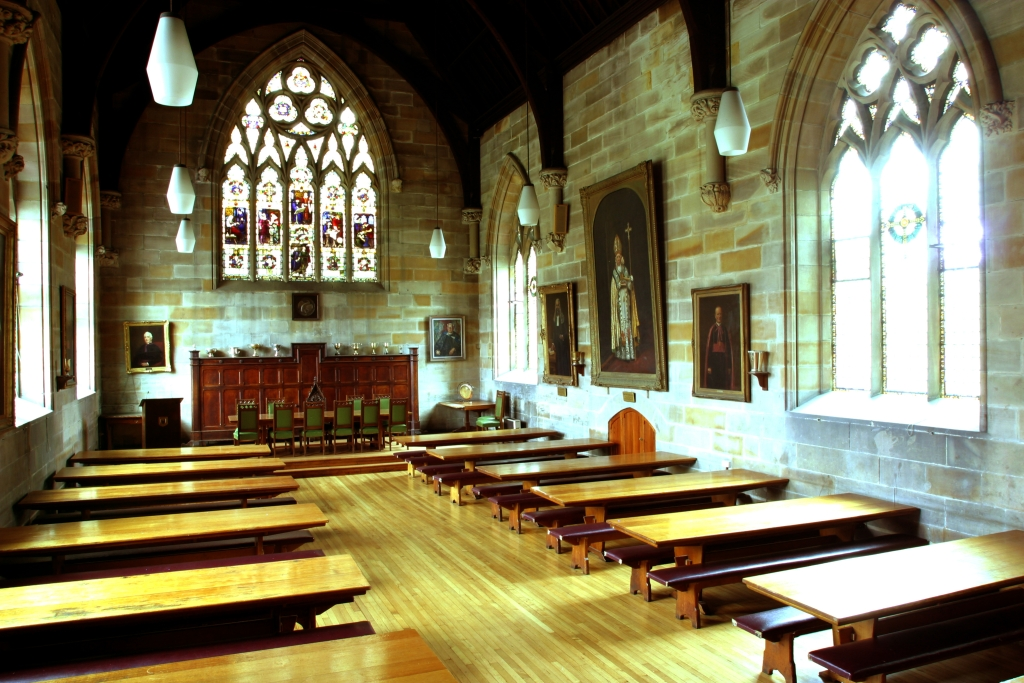
大会堂

人民大会堂或饭堂，是由领横梁和拱形支撑的大木屋顶以及主梁和斜支柱组成的空间。人们可以看见每个桁架通过刻有14世纪初样式的叶状大写字母和枕梁的短石轴来支持，就像是窗饰。原本要置于南面正式入口的楼梯从未建成，原东墙已被开放商场所取代。人民大会堂的西墙是赛尔窗口（Purcell Window），由哈德曼公司在1930年完成。楼上的窗户上刻有悉尼大学、牛津（三叶草）、剑桥（三叶草）、巴黎（左边）和圣约翰学院（右边）的盾徽。人民大会堂陈列着过去来访的游客、校长、研究员和学生的肖像，最显著的画像是由尤金·蒙塔古·斯科特（1835年至1909年）所作的大主教波爾丁（Polding）肖像，它最初是为圣玛丽大教堂委托制作的。